# XFS
XFS — високопродуктивна журнальована файлова система, створена компанією Silicon Graphics для власної операційної системи IRIX. 1 травня 2001 року Silicon Graphics випустила XFS під GNU General Public License.
Підтримку XFS було додано в ядро Linux версій 2.4 (починаючи із 2.4.25, коли Марсело Тосатті (Marcelo Tosatti) почав вважати її достатньо стабільною) і 2.6, і, таким чином, вона стала доволі універсальною для Linux-систем. Інсталятори дистрибутивів SuSE, Gentoo, Mandriva, Slackware, Ubuntu, Fedora та Debian пропонують XFS як варіант файлової системи для встановлення. FreeBSD стала підтримувати XFS в режимі читання в грудні 2005 року.

## Особливості
- 64-бітна файлова система
- Журналювання тільки метаданих
- Зміна розміру «на льоту» (тільки збільшення)
- Розміщення в кількох різних лінійних областях — т. з. «allocation groups» (збільшує продуктивність шляхом вирівнювання активності запитів до різних дисків на RAID-масивах типу «stripe»)
- Дефрагментація «на льоту»
- API вводу/виводу реального часу (для застосунків жорсткого або м'якого реального часу, наприклад, для роботи із потоковим відео)
- Запис на диск відбувається тільки при нестачі пам'яті. Це дозволяє зменшити фрагментацію, а також знизити активність запитів до диска.
- Інтерфейс (DMAPI) для підтримки ієрархічного керування зберіганням даних (HSM)
- Інструменти резервного копіювання і відновлення (xfsdump та xfsrestore)
- Реальний розмір файлу на файловій системі, на відміну від кратного розміру блока.
- Дуже велика кількість inode.

## Недоліки
- Неможливо зменшити розмір чинної файлової системи.
- Старі версії XFS хибували на небезпеку невпорядкованого запису, що могло призвести до виникнення таких проблем як — файли застосунків під час краху/помилки/аварії ФС або застосунку набирали хвіст зі сміття до наступного монтування ФС.
- Версії завантажувальника GRUB до 0.91 не підтримують XFS.
- Відновлення видалених файлів в XFS практично неможливо, хіба що окрім «Raise Data Recovery for XFS» версії якої на теперішній час існують тільки для ОС Windows.
- Можливість втрати даних під час запису при втраті живлення, оскільки велика кількість буферів зберігається в пам'яті.
- Відносно високе навантаження на центральний процесор

## Дивись також
- Порівняння файлових систем